# Скакун (приток Миасса)
Скакун — река в России, протекает по Мишкинскому району Курганской области. Устье реки находится в 129 км по левому берегу реки Миасс. Длина реки составляет 15 км.

## Данные водного реестра
По данным государственного водного реестра России относится к Иртышскому бассейновому округу, водохозяйственный участок реки — Миасс от города Челябинск и до устья, речной подбассейн реки — Тобол. Речной бассейн реки — Иртыш.
Код объекта в государственном водном реестре — 14010501012111200003782.